# Мяново (Островський повіт)
Мяново (пол. Mianowo) — село в Польщі, у гміні Анджеєво Островського повіту Мазовецького воєводства.
Населення — 186 осіб (2011).
У 1975-1998 роках село належало до Ломжинського воєводства.

## Демографія
Демографічна структура станом на 31 березня 2011 року:
|          | Загалом | Допрацездатний вік | Працездатний вік | Постпрацездатний вік |
| -------- | ------- | ------------------ | ---------------- | -------------------- |
| Чоловіки | 93      | 22                 | 59               | 12                   |
| Жінки    | 93      | 19                 | 47               | 27                   |
| Разом    | 186     | 41                 | 106              | 39                   |